# Lalola (serie de televisión peruana)
Lalola es una telenovela peruana producida por Imizu Producciones para Frecuencia Latina. Es una adaptación de la  telenovela argentina de 2007 homónima del mismo nombre, creación original del argentino Sebastián Ortega.
Protagonizada por Gianella Neyra y Cristian Rivero, coprotagonizada por Anneliese Fiedler y Paul Vega, cuenta con las participaciones antagónicas de Miguel Iza y Natalia Cárdenas, con las actuaciones estelares de Wendy Vásquez, Gian Piero Díaz y Jimena Lindo.

## Historia
Esta comedia trata sobre un hombre machista llamado Ramiro "Lalo" Padilla, exitoso en todos sus aspiraciones: es director de la editorial High Five, editora de la famosa revista "Don", y tiene a su alrededor a muchas mujeres a las cuales intenta conquistar sin establecer con ellas ningún tipo de compromiso. Romina, quien está enamorada de Lalo y es desechada por el mismo, decide vengar la falta de consideración de Lalo recurriendo a una bruja. Las dos mujeres realizan un hechizo durante un eclipse lunar y convierten a Lalo en una mujer muy hermosa para que sienta lo desesperante que es para una mujer ser acosada con la mirada.
Cuando Lalo despierta y descubre su nuevo cuerpo entra en pánico, al igual que su incondicional amiga Grace, pues ese día debe presentar un nuevo proyecto editorial. Con la ayuda de su amiga,  que se convertirá en uno de sus pilares con el correr de la serie, Lalo asume la identidad de Dolores "Lola" Padilla, la prima ficticia del director de High Five. Aduciendo que Lalo tuvo que irse a Alemania por problemas familiares, Lola reemplaza a su supuesto primo para poder seguir despeñando su trabajo.
A partir de esto comienzan a suceder situaciones muy divertidas en las cuales Lalo comienza a descubrir, de la mano de Grace, todas las cosas que hacen a la mujer distinta del hombre: Usar tacones, vestir faldas, menstruar, etc. Poco a poco, comienza a notar lo falsas que eran algunas personas con Lalo, como su mejor amigo, Gastón Zack uno de los principales opositores a la presencia de Lola en la editorial. Junto a él está Victoria, Natalia Aguirre y su madre Carola para boicotear a la nueva jefa. Pero Lola también cuenta con algunos aliados como Donato Aguirre, el presidente de High Five a quien ella se mete rápidamente en el bolsillo y Facundo, el fotógrafo que comienza a demostrar interés en la forma femenina de Lalo y también Soledad, quien le advierte sobre el daño que quieren causarle Gastón y Carola.
Sin darse cuenta, Lola y Facundo comienzan a acercarse pero Lola pone frenos constantemente dado que experimenta las contradicciones de su nueva identidad: aceptar que quiere a Facundo sería, en cierta forma, asumir otra sexualidad.

### Revelaciones
Entre las constantes idas y vueltas de su relación se cuentan Natalia –momentáneamente novia de Facundo– y Sabrina –exnovia del mismo y madre de su hija–. Posteriormente, Lola confiesa su verdadera identidad y acepta a Facundo pero este hecho aparentemente inverosímil los distancia. Es entonces cuando la serie da un vuelco al introducir a dos nuevos personajes regulares: Sergio y Gina.
Sergio encuentra a Lola un día y la llama Daniela. Así, ella y Grace descubren que en realidad el cuerpo de Lola pertenecía a una mujer "Daniela Calori" y que, producto del eclipse que tuvo lugar durante la noche del embrujo, fue intercambiado con el de Lalo. A estas alturas la protagonista asume una triple identidad para intentar recuperar su antiguo cuerpo, pero comienza a plantearse si en realidad desea volver a ser quien era porque cree que no puede dejar solo a Facundo porque lo ama, después de un tiempo Facundo le pide matrimonio a Lola ella acepta pero cuando se dirigía a su boda ve a Lalo es decir su antiguo cuerpo hecho que la confunde mucho tomando una decisión apresurada por lo que no se casa al querer volver a ser Lalo.
En los últimos capítulos de la serie, Lola descubre que tiene la posibilidad de romper el conjuro cuando se repita el mismo fenómeno astronómico que la convirtió en lo que es. Ahora que ha recompuesto su relación con Facundo, ella decide quedarse como está y vivir junto con él como pareja.

## Elenco
- Gianella Neyra como Dolores "Lola" Padilla / Daniela Calori.
- Cristian Rivero como Facundo Cannavaro.
- Paul Martin como Teo.
- Gian Piero Díaz como Patricio Miguel "Pato".
- Anneliese Fiedler como Graciela "Grace" Neira.
- Wendy Vásquez como Soledad "Sole".
- Paul Vega como Donato Aguirre.
- Cécica Bernasconi como Carola.
- Jimena Lindo como Victoria "Vicky".
- Miguel Iza como Gastón Zack.
- Renzo Schuller como Martín.
- Juan Francisco Escobar como Nicolás.
- Katia Salazar como Julia.
- Rómulo Assereto como Boggie.
- Natalia Cárdenas como Natalia Aguirre.
- Alessandra Fuller como Melissa Cannavaro Quesada.
- Camucha Negrete como Iris.

### Participaciones especiales
- Bernie Paz como Ramiro "Lalo" Padilla.
- Anahí de Cárdenas como Romina.
- Karen Dejo como Haydeé.
- Denise Arregui como Celeste.
- Renato Rossini como Charlie Toro.
- Andrea Luna como Valeria.
- Gerardo Zamora como Toño.
- Yolanda Yépez como Mary.
- Norma Martínez como Sonia.
- Laly Goyzueta como Sexóloga.
- Claudia Cisneros como Reportera.
- Lucha Reyes como Claudia Hume.
- Raúl Zuazo como Matías.
- Giselle Collao como Lidia.
- Susy Díaz como Ella misma.
- Daniela Sarfati como Mónica.
- Jason Day como Manuel Pereyra.
- Óscar López Arias como Sergio.
- Maricielo Effio como Isabel.
- Paloma Yerovi como Sabrina Quesada.
- Claudia Dammert como Gina Calori.
- Hernán Romero Berrio como Emilio Perugia.
- Karen Schwarz como Ivana.
- Mónica Torres como Daniela.
- Mario Hart como Él mismo.
- Mauricio Diez-Canseco como Investigador.[1]
- Claudia Portocarrero como Ella misma.
- Jean Paul Strauss como Él mismo.
- Sergio Gjurinovic como Iván.
- Giovanni Ciccia como Guillermo Páez.
- Diego Lombardi como Pablo Perugia.

## Recepción
La telenovela de comedia debutó con 20,2 puntos de índice de audiencia, relegando al segundo lugar a la miniserie Yo no me llamo Natacha. Sin embargo, llegó al segundo lugar cuando redujo su índice a 12,5 puntos.

## Premios y nominaciones
| Año  | Premio                       | Categoría                         | Resultado | Ref.  |
| ---- | ---------------------------- | --------------------------------- | --------- | ----- |
| 2011 | Premios Luces de El Comercio | Mejor producción local            | Nominado  | [ 4 ] |
| 2011 | Premios Luces de El Comercio | Mejor actriz (por Gianella Neyra) | Nominado  | [ 4 ] |
| 2011 | Premios Luces de El Comercio | Mejor actor (por Paul Vega)       | Nominado  | [ 4 ] |